# Naxalbari
Naxalbari est le nom d'un village et d'un bloc de développement communautaire au nord du Bengale-Occidental. Sa juridiction dépend de la division de Siliguri, dans le district de Darjeeling. Son nom devint célèbre à l'insurrection maoïste ayant éclaté dans les années 1960. 

## Géographie
L'altitude de Naxalbari oscille aux alentours de 152 mètres. Situé dans la région de Terraï, au pied de l'Himalaya, le village est entouré de terres agricoles, de plantations de thé, de forêts et d'autres bourgades. La zone de développement comprend six gram panchayats, du Nord au Sud : Gossainpur, le Bas-Bagdogra, le Haut-Bagdogra, Hatighisha, Naxalbari et Moniram. Sa population est 144.915 habitants en 2001. 

## Histoire
Naxalbari acquit sa notoriété en devenant le site de l'insurrection paysanne et communiste de 1967, qui commença avec le slogan « la terre à ceux qui la travaillent ». L'incident déclencheur de cette révolte eut en effet lieu le 25 mai 1967, au village de Bengai Jote dans la zone de Naxalbari, lorsque la police ouvrit le feu sur un groupe de villageois réclamant 
leur part de récolte. La fusillade entraîna la mort de 9 adultes et de 2 enfants non-identifiés. Le CPI (ML) a déposé des bustes de Lénine, Staline, Mao et Charu Majumdar à l'endroit du massacre. Une colonne commémorative est présente dans l'école primaire du village, avec les noms des personnes tuées par la police : Dhaneswari Devi, Simaswari Mullick,  Nayaneswari Mullick, Surubala Burman, Sonamati Singh, Fulmati Devi, Samsari Saibani, Gaudrau Saibani, Kharsingh Mullick, plus la mention « deux enfants ». 

## Personnalités liées à la commune
- Charu Majumdar, cofondateur du PCI-ML
- Kanu Sanyal, cofondateur du PCI-ML
- Jangal Santhal, cofondateur du PCI-ML

## Système éducatif
Naxalbari a deux lycées publics, un établissement d'enseignement supérieur et de nombreuses écoles primaires. 

## Administration
Le village de Naxalbari est le siège de la zone administrative homonyme. Celle-ci abrite deux stations de police, l'une à Bagdogra et l'autre à Naxalbari.

## Transport
Une gare permet de rejoindre la ligne Katihar-Siliguri ligne Katihar-Siliguri (en).Des trains quotidiens viennent de New Jalpaiguri via Siliguri Town, Siliguri Junction, Matigara et Bagdogra. Il existe aussi un service de bus depuis Siliguri. 